# 彭甫
彭甫（1451年—1553年），字原嶽，號忍庵，福建興化府莆田縣人，明朝政治人物。

## 生平
福建鄉試第三十七名，成化十七年（1481年）辛丑科進士。授南京戸部主事，遷員外郎。藏書數萬卷，公退讀書，茶飯不思。擢廣西提學僉事，改湖廣。值劉瑾擅政，疏乞歸。

## 家族
曾祖彭允中；祖父彭時銳；父彭邦彥，母陳氏。